# M2 (televízióadó)
Az M2 a Duna Médiaszolgáltató egyik tematikus csatornája, amely próbaadásait 1971. augusztus 18-án kezdte meg. 2012. december 22-én gyerekcsatornává alakult (0–14 éves korosztály).

## Története

### Társcsatornaként (1973–2012)
1971-ben még kísérleti adásként, 1973-től állandó csatornaként működött. 1989-ig csak a délutáni és az esti órákra korlátozódott az adásidő, hétfőnként pedig az 1-es csatornával együtt szünetelt a sugárzása. A csatornán többnyire ismételték az 1-es csatorna sikeresebb adásait, és ünnepi periódusokban megismételték az év legnézettebb produkcióit.
1991-1993 között itt volt látható az Esti Egyenleg című hírműsor. 1997 októberében megszűnt a földi sugárzása, mert a Magyar Televízió első műholdas csatornája a 2-es program lett az újonnan fellőtt Hotbird 3-as műholdról. A földi vétel megszűnése után a korábbi földfelszíni frekvenciáit az újonnan indult RTL Klub és a TV2 kapta meg (adótoronytól függően). Ettől kezdve kizárólag műholdról, illetve kábeltelevízión keresztül volt fogható, ezért csak olyan háztartásokban lehetett fogni, ahol kötöttek ilyen előfizetés.
A 2000-es években az ismétlések mellett elsősorban oktatási, ismeretterjesztő és kulturális műsorokat sugározott.
A csatorna az ORTT-től megkapta az engedélyt a nagy felbontású (HD) adások továbbítására, amit 2008. augusztus 1-jén kezdett meg. Az első HD minőségben sugárzott esemény a pekingi olimpia volt. Az olimpiai játékok után a digitális földfelszíni adás szünetelt egészen 2008. december 23-ig. Ekkor kezdte sugározni az Antenna Hungária újból, kísérleti jelleggel, 2009. február 28-ig. Az MTV és az Antenna Hungária 2009 júniusában írta alá a megállapodást, így a digitális földfelszíni sugárzás július 1-jén újra elindult.

### Gyerekcsatornaként (2012–)
2011-ben Süveges Gergő, az M2 intendánsa bejelentette, hogy az M2-ből gyerekcsatorna lesz. Azonban erre az átalakításra 2012-ig várni kellett. Az M2 már változtatott műsorszerkezetén, és sok gyerekeknek szóló/ifjúsági program került a kínálatba, ám a teljesen gyerekcsatornává válása csak 2012. december 22-én valósult meg.
„Az elsődleges, elérendő célcsoport a 0–12 éves korosztály, akiket a reggel 6 órától este 8 óráig tartó műsorsávokban (napi 14 óra) szólítanak meg. A 20 órától kezdődő idősávokban a fiatal értelmiségieknek, kisgyermekes családok felnőtt tagjainak kínálnak alternatívát az igényes tévénézéshez.” December 22-ei megújulásával ez lett az első olyan magyar nyelvű gyerektévé, ahol a műsorokat feliratozzák. Egy évvel később, 2013 novemberének közepén Európa legjobb gyerekcsatornája lett.
2020. október 1-én a csatorna lecserélte a 2014 óta használt arculatát, és megújította a műsorstruktúráját.

## Műsorai

### Saját gyártású műsorok
- A legokosabb osztály
- Akvárium Stage Pass: Apacuka
- Bab Berci kalandjai (2023)
- Csillagok esti mesefényben (a Csukás Meserádióval közösen)
- Domonkos, az okostelefon
- Dr. Téboly varázsműhelye
- Engedjétek hozzám!
- Egy komisz kölyök naplója (2013)
- Helló, meló!
- Hetedhét barkács
- Hetedhét gyerekhíradó
- Hetedhét kukta
- Hogyan működik
- Könyvkalauz
- Lengemesék – Nyár a nádtengeren (2015)
- Mesebolt
- Mesélj nekem
- Nagyszünet
- Puskás Öcsi és barátai (2023)
- Rozmaring kunyhó (2021–2022)
- Séta az állatkertben
- Tudáscseppek

### Műsorblokkok

#### 18alatt'
2011 októberétől az M2 bemutatta új műsorstruktúráját, amelyben nagy szerepet kapott a gyermekműsorok sugárzása. Elindult a Csudaszombat, a P@dtársat keresünk, illetve a csatorna számos korábbi műsort megismételt, mint a Kölyökidő és a Zsebtévé. A műsorsáv neve pedig 18alatt lett. A Klipperek című sorozatot is műsorra tűzték, amellyel az idősebb gyermekeket kötötték le.
2011. december 31-én szintén Csudaszombat néven bemutatót tartott az M2 arról, hogy milyen lesz, ha egyszer gyerekcsatorna lesz belőle.

#### Üveghegy
2012 októberében az M2-n elindult az Üveghegy című műsor, amely a hagyományos gyerekműsorokat, rajzfilmeket és mesefilmeket elevenítette fel. Az adás minden szombaton délelőtt 9-kor kezdődött, két órás volt, és vasárnap délután fél 4-kor ismételték.

## Nézettség
Bár az M2 az egyetlen ingyenesen fogható magyar nyelvű gyerekcsatorna Magyarországon, a hozzá hasonló tematikájú kereskedelmi tévék – amelyek tévé-előfizetéssel érhetőek el – nézettebbek nála. 2019-ben az M2 még a második legnézetebb gyerekcsatorna volt a Nickelodeon után, 2022-ben már csak harmadik a Nick Jr. és a JimJam mögött (bár a kiemelt reggeli 5–10 órás sávban még tartotta a második helyet, ott szintén a Nick Jr. után). 2024-ben a 4. legnézettebb gyerekadó Magyarországon a Nick Jr., a Cartoon Network és a JimJam mögött.
Az esti műsorsávban sugárzott M2 Petőfi is hasonlóan alacsony nézettségű a teljes lakosságban (hasonló nézettséget hoz 18–39-es korcsoportban is).
|                                                                                      |                      | 2013   | 2014   | 2015   | 2016   | 2017   | 2018   | 2019          | 2020   | 2021          | 2022   | 2023   | 2024  |
| ------------------------------------------------------------------------------------ | -------------------- | ------ | ------ | ------ | ------ | ------ | ------ | ------------- | ------ | ------------- | ------ | ------ | ----- |
| Csatorna                                                                             | M2 / M2 Petőfi       | 2,5%   | 2,8%   | 2,1%   | 1,8%   | 1,7%   | 1,7%   | 1,2%          | 1,0%   | 0,9%          | 0,6%   | 0,6%   | 0,5%  |
|                                                                                      |                      |        |        |        |        |        |        |               |        |               |        |        |       |
| Műsorsáv                                                                             | M2 (napközben)       | 9,6%   | 10,4%  | 10,5%  | 9,2%   | 11,8%  | 9,5%   | 8,9%          | 6,8%   | 6,2%          | 4,5%   | 3,6%   | 2,9%  |
| Műsorsáv                                                                             | M2 Petőfi (esti sáv) | 1,9%   | 2,0%   | 0,9%   | 0,7%   | 0,7%   | 0,5%   | 0,5%          | 0,3%   | 0,3%          | 0,2%   | 0,1%   | 0,2%  |
| Forrás:                                                                              | Forrás:              | [ 16 ] | [ 17 ] | [ 18 ] | [ 19 ] | [ 20 ] | [ 21 ] | [ 22 ] [ 23 ] | [ 24 ] | [ 25 ] [ 26 ] | [ 15 ] | [ 27 ] | [ 1 ] |
| Teljes lakosságra nézve. Az M2 napközbeni adatok 4–12 éves korosztályra vonatkoznak. |                      |        |        |        |        |        |        |               |        |               |        |        |       |

## Arculat

### Logói
- Egészen 1979-ig a Magyar Televízió kezdeti inzertjéből alakult ki az akkori 2-es műsor logója, amelyben egy hidat és a Dunát jelképező animáció után jelenik meg az MTV betűk hátterében a Parlament.
- 1979-ben debütált a csíkozott számos MTV2-embléma. A leghíresebb, talpas betűkből és tévéképernyő alakú keretből álló MTV logó díszítette a televízió Szabadság téri székházát is, egészen az MTV 2009-es kiköltözéséig.
- 1989. január 2-án kapott az akkor TV1-re és TV2-re (az azonos nevű kereskedelmi csatorna 1997-ig nem létezett) átnevezett két tévé egymástól különálló arculatot. A TV2 logója egymásba folyó narancsszín karakterekből állt, ami néha a képernyő jobb felső sarkában is megjelent, átlátszó formában.  Archiválva 2015. október 24-i dátummal a Wayback Machine-ben
- 1991 májusában a két adó ismét megújult: a TV2 logója időnként már a képernyő jobb felső sarkában még gyakrabban megjelent. Négy negyedkörív plusz két téglalap, a szivárvány színeiben - ebből állt össze az embléma, amely az arculat része volt 1994-ig, azonban 1992-től folyamatosan volt a TV2-n logó a képernyő jobb felső sarkában, ami egy negyed körív volt.
- 1994 áprilisa változást hozott: magyar zászlós műsorajánló-arculatot és monoszkópokkal illusztrált, alapvetően szürke-sárga csatornaazonosítót kapott az MTV2, az 1-es csatorna frissülésével párhuzamosan.
- 1994. július 20-án a népszerűtlen új arculatot lecserélték, és modernizálva visszakerült bele a kerek tévéképernyős MTV-embléma (ennél fogva a csatorna is újra MTV2-ként szerepelt a műsorújságokban), az adások alatt egyre többször megjelenő '91-es logó viszont a régi maradt, és egészen 1997. augusztus 20-ig használták. Archiválva 2015. október 24-i dátummal a Wayback Machine-ben
- 1997. augusztus 20-tól újra teljesen egységes a két televízió arculata, és minden adás logót kapott a jobb felső sarokban. Az új MTV-embléma karakterei trapéz alakú darabokban jelentek meg a képernyőn a csatornaazonosítóban. Kezdetben a képernyő sarkában a logóból csak a kettes volt látható, fehér színben, később felkerült a teljes logó, narancssárga kettessel.
- 2000. március 20-án a Stalker Studio készített új, később díjnyertes arculatot a „magyar 1-nek” és a „magyar 2-nek”, ekkor születtek meg az azóta használt m1 és m2 elnevezések is. Az arculatban merész módon a zöld színvilág dominált. A fekvő téglalap bal alsó sarkába csúsztatott kis "m" betű mellé helyezték a 2-es számot egy narancssárga négyzetbe.
- 2002. november 3-án (egyesek szerint az új kormánypárt, az MSZP nyomására[28]) újra arculatot és emblémát váltott a Magyar Televízió. A csatornák neve mtv és m2 (bár 2004-ig használatban maradt rá a Magyar 2 elnevezés is) lett, ehhez igazodott az arculat is. A logóban narancssárga téglalapban volt olvasható az „m2” felirat. 2006. március 25-től 2009 szentestéig a két csatorna külön arculattal sugárzott, a logókat azonban egészen 2012-ig használták. Az m2 logója 2002-től 2012-ig változatlan volt, míg az m1-ében az mtv feliratot az m1-re cserélték 2005. szeptember 12-én. A csatornát arculatfrissítéssel is kísérte: az arculatot 2008. március 15-től 2009 karácsonyáig tervrajzos arculattal váltotta, amely az arculatot a Grotesque (Simon Says) tervezte.[29]
- 2012. július 27-én, a Formula–1 magyar nagydíj hétvégéjén kapott egységes arculatot a teljes MTVA. A szimbólumok alapja a kör, az M1 egy sötétvörös, az M2 két banánzöld függőleges vonalat „kapott” a kör mögé.
- 2012. december 22-én indult a gyerekcsatorna, amelynek logójában két ciklámen függőleges vonal látható.
- 2015. március 15-én elindult az esti műsorsávban az M2 Petőfi TV, amely megörökölte az M2 két banánzöld vonalát, és a logóban megjelent alatta a „PETŐFI” felirat is.
- 2015. május 27. óta a többi MTVA-csatornával együtt monokróm fehér logóként jelenik meg az M2 és az M2 Petőfi TV védjegye adás közben.
- 2020. október 1. óta a csatorna egy új arculatot használ, ezzel kilépett a 2012 óta használt egységes közmédia arculatból, amit jelenleg már csak az (interneten elérhető) M3 használ. Bár a logó megmaradt, az identekben egy megszemélyesített M2 logó látható, ami egy szemet és egy szájat ábrázol a logó közepén, a gyerekcsatorna két ciklámen vonalával.

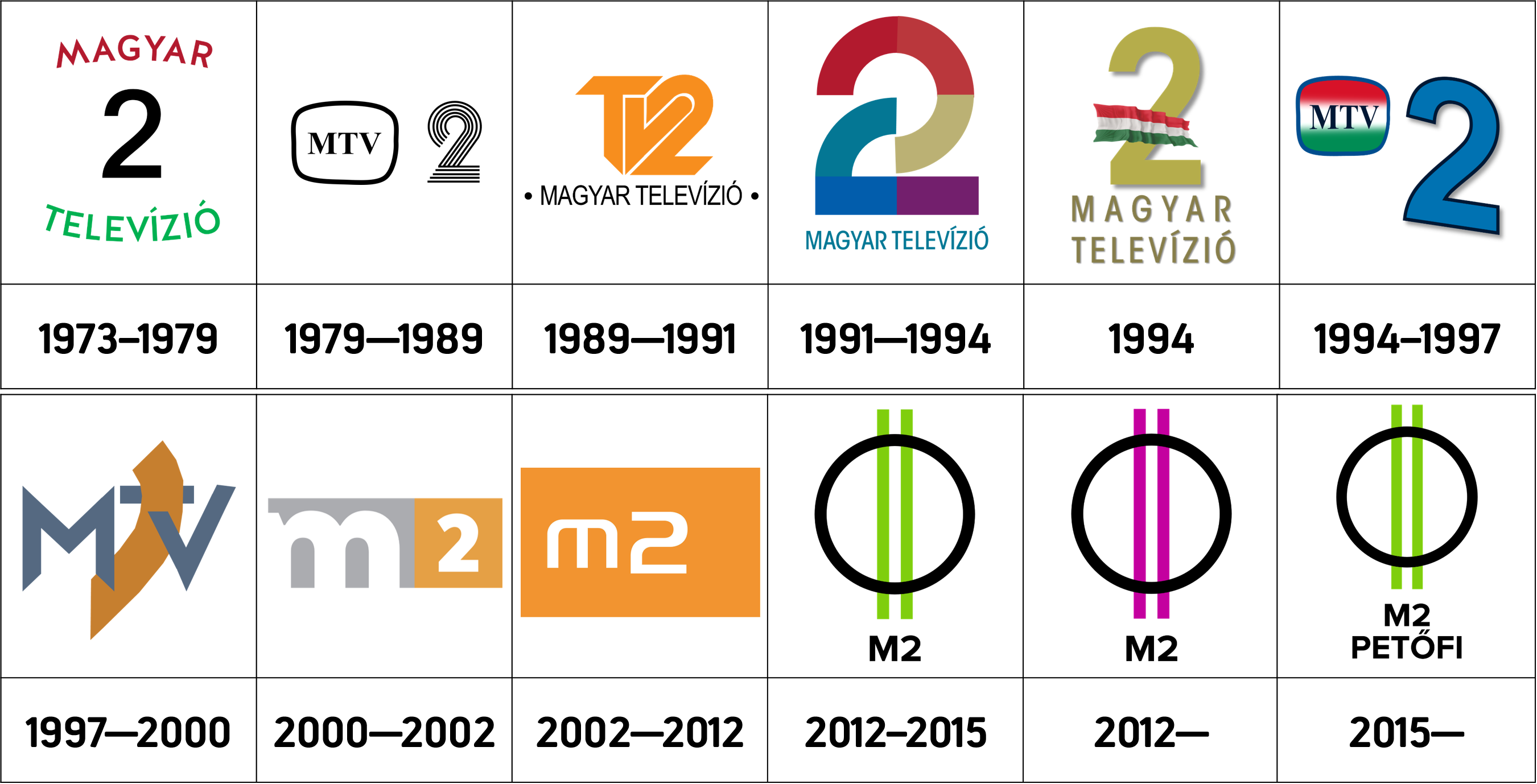
Az M2 logói 1973-tól napjainkig

## Vételi lehetőségek

### Földfelszíni sugárzás
M1-nél kisebb lefedettségű csatorna volt, de 1981-re az ország területének kb. 70%-án már elérhető (az 1-es kb. 94%-os lefedettségű volt).
A földi sugárzás megszűnésének oka az 1996-ban elfogadott médiatörvény, mely megszüntette a Magyar Televízió monopol helyzetét, 2 kereskedelmi program indulását tervezték a földfelszíni műsorszórásban, a 2-es program és az orosz TV adás frekvenciáját pedig szétosztották 1997. októberében az RTL Klub és TV2 részére. A helyi TV adások több frekvencián és a szomszédos országok által használt frekvenciák miatt az Antenna Hungária csak három frekvenciát tudott biztosítani az analóg földfelszíni műsorszórásban. Ennek a törvénynek egy másik következménye az NMHH (Nemzeti Média- és Hírközlési Hatóság) elődjének létrejötte, az ORTT (Országos Rádió és Televízió Testület).
Az M2 frekvenciáit kapta a TV2 az alábbi helyeken: Kékes, Komádi, Szentes, Uzd, Kabhegy
Az M2 frekvenciáit kapta az RTL Klub az alábbi helyeken: Sopron, Budapest, Tokaj, Nagykanizsa, Pécs, Csávoly
A Magyar Televízió 2-es program földfelszíni analóg sugárzás megszűnésekor tárgyalásokba kezdtek több, kisebb helyi TV társasággal, hogy ismét vehető legyen a műsor hálózatba való kapcsolással. Ez nem történt meg, de 2009-től kezdve újra lehet fogni a csatornát digitális földfelszíni sugárzás keretében. A földfelszíni sugárzás megszűnése nem érintette a kábeltévé előfizetőket, ők zavartalanul tudták követni a programot beavatkozás nélkül.

### Műholdas sugárzás
Az M2 műsorát 1997-től, a földi műsorszórás megszűnésétől kezdve műholdon keresztül sugározzák analóg rendszerben: 1997-től 2006 októberéig az Eutelsat Hot Bird 3, 2006 októberétől 2009. október 3-ig az Eutelsat Hot Bird 8 műholdon. Ma az Eutelsat 9A műholdról érhető el csak digitális adás SD és HD minőségben. Az Magyar Televízió szórakoztató műsorai javarészt a kettes programon voltak láthatóak, ezeket az MTV1-re költöztették, több műsoruk az új TV2-re kerültek át (Mindent vagy semmit, Szerencsekerék…). Technikailag a műsor konvertált PAL volt, melynek köszönhetően a képe homályosabb és fakóbb volt. Ezt az információt egy 2004-ben bemutatott riportfilmben megerősítették.
A 2000-es években létrejött digitális műholdas szolgáltatók (UPC Direct, DIGI TV...) saját rendszerükel titkosított formában szintén közvetítették az M2 műsorát, az előfizetők így is tudták követni a műsort.

## Adáskezdés-adászárás
Kezdetben hétköznap 20.00 órától volt műsor, később már hétvégén egész nap sugároztak.
2000-től 2015. március 15-ig, az M2 Petőfi indulásáig 24 órás volt a műsoridő, kivéve 2013 tavaszán, amikor takarékossági okokból éjjel 3 és reggel 6 között szünetelt. 2015. március 15-től 6 és 20 óra közt volt adás, a gyerekcsatorna is ilyenkor volt látható 2012-es indulásától kezdve. 2018. január 1-től 2024. március 31-ig 5 óra és 20 óra 15 perc közt volt az adásidő, azonban 2024. április 1-je óta 5 óra és 20 óra közt látható a gyerekcsatorna. A műsor után az M2 Petőfi TV látható 20 óra és hajnali 5 óra között.
|                    |                    | 1971  | 1986  | 1995  | 1998 | 2000 | 2015  | 2018  | 2024  |
| ------------------ | ------------------ | ----- | ----- | ----- | ---- | ---- | ----- | ----- | ----- |
| Adáskezdés (korai) | Adáskezdés (korai) | 16.00 | 16.00 | 12.00 | 6.00 | 24   | 6.00  | 5.00  | 5:00  |
| Adáskezdés (kései) | Adáskezdés (kései) | 18.00 | 18.00 | 14.30 | 6.00 | 24   | 6.00  | 5.00  | 5:00  |
| Adászárás (korai)  | Adászárás (korai)  | 21.00 | 0.00  | 0.00  | 0.00 | 24   | 20.00 | 20.15 | 20:00 |
| Adászárás (kései)  | Adászárás (kései)  | 23.00 | 2.00  | 2.00  | 2.00 | 24   | 20.00 | 20.15 | 20:00 |